# باسم خليل السالم
باسم خليل السالم هو اقتصادي أردني ووزير سابق، والده الاقتصادي خليل السالم مؤسس البنك المركزي الأردني. تولى باسم خليل السالم عدة مناصب حكومية، شغل منصبي وزير العمل ووزير المالية في عدة حكومات من ٢٠٠٥-٢٠٠٩، عضو مجلس الأعيان الأردني الرابع والعشرون 2010-2011. يشغل حالياً عدة مناصب، منصب رئيس مجلس إدارة مجموعة كابيتال بنك التي تضم (كابيتال بنك، والمصرف الأهلي العراقي، وكابيتال للاستثمارات)، رئيساً لمجلس إدارة جمعية البنوك الأردنية، عضو مجلس إدارة في اتحاد المصارف العربية ، عضو مجلس إدارة الملكية الأردنية، نائب رئيس مجلس إدارة صندوق الحسين للإبداع والتفوق، وعضو مجلس إدارة صندوق الأمان لمستقبل الأيتام، إحدى مبادرات جلالة الملكة رانيا العبد الله ، عضو مجلس إدارة صندوق همة وطن . يحمل باسم خليل السالم درجة البكالوريوس (مع مرتبة الشرف) في الهندسة الكيميائية من إمبريال كوليدج في المملكة المتحدة.

## أسرته
ينتمي باسم خليل السالم لأسرة أردنية، والده خليل السالم حمل عدة حقائب وزارية في حكومات وصفي التل وسمير الرفاعي، ومؤسس البنك المركزي الأردني ، وأول محافظ له. وكان عضواً في المجلس الوطني الاستشاري، وعضوا في مجلس الأعيان، ومديراً للمؤسسة المالية العربية، ورئيسا لمجلس إدارة بنك الاتحاد والاستثمار. باسم خليل السالم من مواليد العاصمة الأردنية عمان عام 1956.

## الحكومات
تسلّم باسم خليل السالم حقائب وزارية في ثلاث حكومات أردنية، "حكومة عدنان بدران 2005 وزير عمل، حكومة معروف البخيت 2005 وزير عمل، حكومة نادر الذهبي 2007 وزير عمل، وزير مالية.

### وزير للعمل
خلال توليه حقيبة وزارة العمل، ركز باسم خليل السالم على تدريب وتشغيل الأردنيين خاصة أبناء المحافظات، من خلال تنفيذ المشروع الوطني للتدريب والتشغيل بالتعاون مع القطاع الخاص، وقام بتأسيس الشركة الوطنية للتشغيل والتي ساهمت في توفير فرص عمل لأبناء المحافظات، ووصلت نسبة التشغيل للشركة من متدربيها إلى 76.1 % في الربع الأول من عام 2021.
وفي عام 2008، وبهدف تخفيف الأعباء الاقتصادية على المواطنين تم رفع الحد الأدنى من الأجور إلى 150 دينار شهرياً.

### وزير للمالية
كوزير للمالية، قاد باسم خليل السالم حركة الإصلاح الضريبي، حيث استهدف تشجيع النمو الاقتصادي من خلال تحسين مناخ الاستثمار وتعزيز عدالة النظام الضريبي وحماية الطبقة الوسطى وذلك من خلال منحها اعفاءات شخصية أعلى وخفض تكاليف المعاملات المالية من خلال تخفيض نسب ضريبة الدخل على البنوك.  كان لباسم خليل السالم بصمة واضحة على قانون الضريبة والمبيعات حيث تم خلال توليه حقيبة المالية صياغة مشروع قانون الضريبة الموحد، والذي تضمن تخفيضات ضريبية على مختلف القطاعات الاقتصادية والأفراد لحماية الطبقة الوسطى وتخفيف الأعباء عن كاهل المواطنين، بالإضافة إلى هيكلة نسب الضريبة على الشركات والأفراد، وتوسعة قاعدة المكلفين، وتحسين كفاءة نظام الضريبة العامة والضريبة الخاصة على المبيعات، وتخفيض وإعادة هيكلة الضرائب المفروضة على نقل الملكية العقارية وتحسين الإطار القانوني للنظام الضريبي وتحسين الإدارة الضريبية وبالتالي توفير ايرادات مستقرة للحكومة.

## المناصب التي يشغلها
1. يشغل باسم خليل السالم حاليا منصب رئيس مجلس إدارة مجموعة كابيتال بنك التي تضم (كابيتال بنك، والمصرف الأهلي العراقي، وكابيتال للاستثمارات).[3]
2. رئيس مجلس إدارة جمعية البنوك الأردنية.
3. عضو مجلس إدارة في الملكية الأردنية.
4. نائب رئيس مجلس إدارة صندوق الحسين للإبداع والتفوق.
5. عضو مجلس إدارة صندوق الأمان لمستقبل الأيتام، إحدى مبادرات جلالة الملكة رانيا العبد الله.
6. عضو مجلس إدارة صندوق همة وطن.
7. عضو مجلس إدارة في اتحاد المصارف العربية.

## الانجازات الاقتصادية

### تعزيز تكامل الاقتصاد الأردني والعراقي
يترأس باسم السالم مجلس إدارة مجموعة كابيتال بنك.  ويعد كابيتال بنك من أوائل البنوك الأجنبية وأول بنك في الأردن يمتلك بنكا في العراق، ويمتلك كابيتال بنك ما نسبته 62% من رأسمال المصرف الأهلي العراقي، بالإضافة إلى المساهمة في حقوق الرقابة الإدارية الخاصة.  كما قاد السالم الخطة التوسعية لمجموعة كابيتال بنك في نهاية عام 2020 بالاستحواذ على أعمال بنك عوده اللبناني في الأردن والعراق، حيث ارتفعت فروع كابيتال بنك إلى 28 فرعاً، وفروع المصرف الأهلي العراقي من 6 فروع إلى 18 فرعاً.

### تعزيز التبادل التجاري بين العراق والمملكة العربية السعودية
عمل باسم خليل السالم على تعزيز التبادل التجاري بين العراق والمملكة العربية السعودية من خلال توقيع اتفاقية خط تمويل دوار بقيمة 10 ملايين دولار بين المصرف الأهلي العراقي التابع لمجموعة كابيتال بنك والصندوق السعودي للتنمية وذلك لمدة خمس سنوات، ليتم من خلالها تقديم تسهيلات ائتمانية للمستوردين العراقيين لاستيراد المنتجات والخدمات السعودية.

## المناصب التي شغلها
بدأ حياته المهنية في تأسيس عدة شركات صناعية، أسس في العام 1987 شركة مصانع مواد التعبئة والتغليف، وتولى منصب مديرها العام.  وفي العام 1992 أسس وترأس مجلس إدارة الشركة المتحدة لصناعة المطيبات والنكهات، وفي 2001 كان مؤسس ونائب رئيس مجلس إدارة شركة ساورسيج الأردن. وتولى منصب رئيس اللجنة التنفيذية لمشروع إقليم الملك حسين بن طلال.
شغل باسم خليل السالم عضوية ورئاسة عدة مجالس إدارية؛ عضو مجلس إدارة بنك الصادرات والتمويل (كابيتال بنك حاليا) من 1997-2005، رئيس مجلس إدارة الشركة العامة للتعدين 2000-2005 عضو في مجلس إدارة البنك المركزي الأردني 2000-2005، نائب رئيس مجلس شركة الكابلات الأردنية الحديثة 2001-2005، عضو في لجنة الأردن أولاً 2002، رئيس مجلس إدارة الضمان الاجتماعي 2005-2009، رئيس مجلس إدارة «كينغز أكاديمي» 2015-2021، ونائب رئيس مجلس إدارة الملكية الأردنية ، عضو مجلس أمناء الجامعة الأردنية .